# Mikuláš Ferjenčík (1987)
Mikuláš Ferjenčík (* 19. března 1987 České Budějovice) je český politik a aktivista, v letech 2017 až 2021 poslanec Poslanecké sněmovny PČR, v letech 2010 až 2014 místopředseda České pirátské strany, v letech 2014 až 2018 zastupitel Hlavního města Prahy.

## Život
Mezi lety 1998 a 2006 studoval na Gymnáziu Přelouč; v této době také díky nadaci Open Society Fund dva roky strávil na Brentwood School v Essexu ve Velké Británii, kde složil i tamní maturitní zkoušku. Vystudoval obor Základy humanitní vzdělanosti na Fakultě humanitních studií Univerzity Karlovy. Mluví anglicky a německy.
Pochází z politicky aktivní rodiny: jeho praprastrýc a jmenovec, Slovák Mikuláš Ferjenčík, byl v období třetí republiky demokratický politik. Jeho sestra Olga Richterová je poslankyní za Piráty. Roku 2013 pracoval jako koordinátor v iniciativě Rekonstrukce státu. V letech 2010–2017 psal sloupky do Deníku Referendum.

## Politické působení

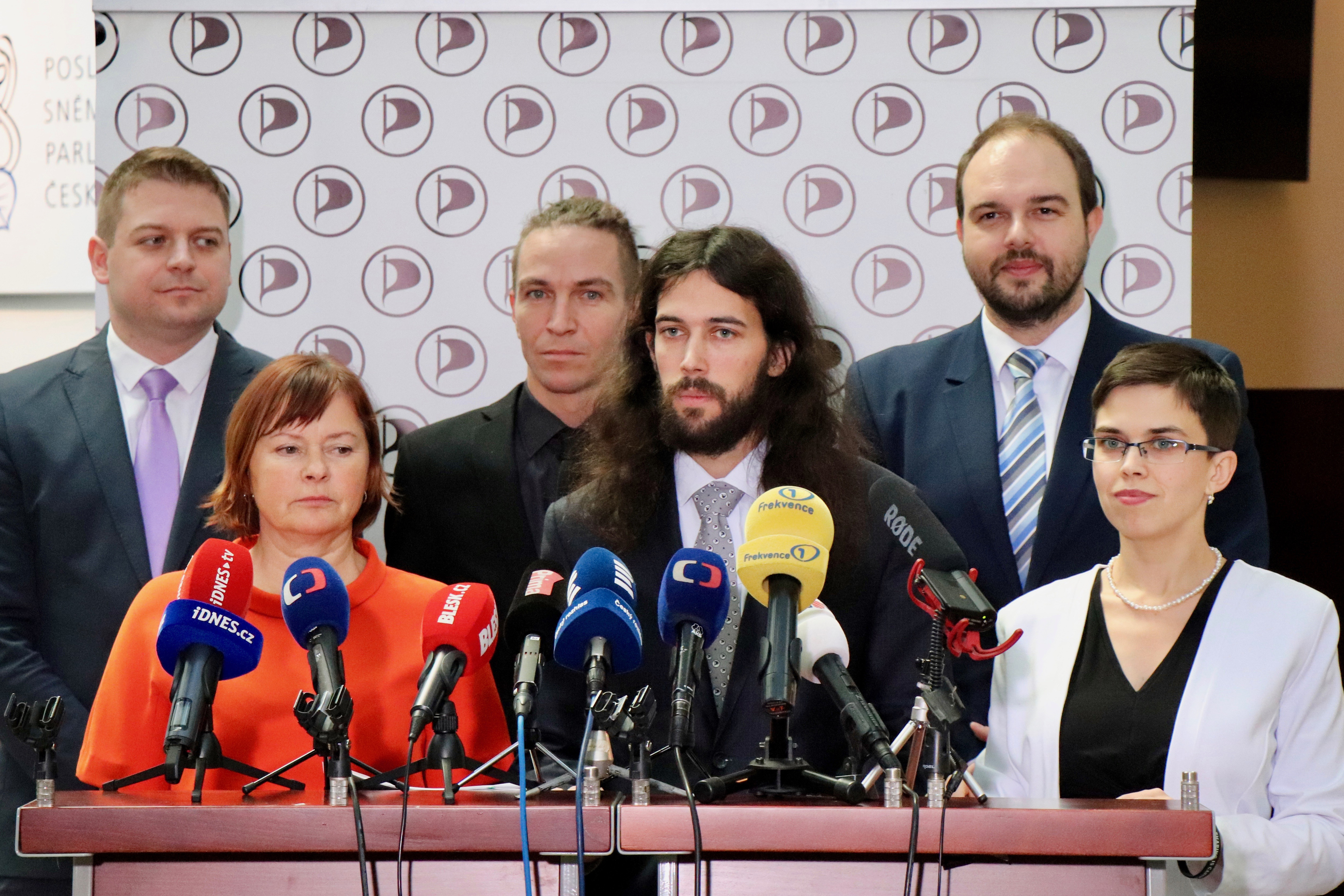
M. Ferjenčík na tiskové konferenci v prosinci 2018 (vpředu uprostřed)

Od roku 2009 je členem Pirátů, v letech 2010 až 2014 byl jejich místopředsedou. Do října 2021 byl vedoucím stranického mediálního odboru. Aktivně se účastnil pirátských kampaní, např. kampaně za využívání zákona č. 106/1999 Sb., boji proti mezinárodní dohodě ACTA nebo proti cenzuře internetu.
Ve volbách do Evropského parlamentu v roce 2014 kandidoval na 9. místě kandidátky Pirátů, avšak nebyl zvolen, jelikož se strana do EP vůbec nedostala. V komunálních volbách v roce 2014 byl zvolen za Piráty do Zastupitelstva hlavního města Prahy. Na začátku roku 2018 na zastupitelský mandát rezignoval, jelikož se na podzim 2017 stal poslancem a nechtěl kumulovat funkce.
Ve volbách do Poslanecké sněmovny PČR v roce 2017 byl lídrem Pirátů v Pardubickém kraji. Získal 1 661 preferenčních hlasů a byl zvolen poslancem.
Ve volbách do Poslanecké sněmovny PČR v roce 2021 byl z pozice člena Pirátů lídrem kandidátky koalice Piráti a Starostové v Pardubickém kraji, ale nebyl znovuzvolen. Dne 11. října 2021 odstoupil z funkce vedoucího mediálního odboru i koaliční rady Pirátů a STANu; připojil poděkování za podporu i kritiku a omluvil se za podrážděné reakce, způsobené kombinací mnohaměsíčního přetížení, šoku a vyčerpání.
Dne 8. června 2023 uvedl, že má zájem stát se lídrem kandidátní listiny Pirátů ve volbách do Evropského parlamentu v květnu 2024. Lídrem se však stal po vnitrostranickém hlasování 16. září 2023 europoslanec Marcel Kolaja. V eurovolbách nakonec neúspěšně kandidoval z 12. místa kandidátky Pirátů. Strana získala pouze jeden mandát, který připadl Markétě Gregorové.
Ve volbách do Poslanecké sněmovny PČR v roce 2025 je lídrem Pirátů v Pardubickém kraji.

### Působení na internetu
V březnu 2024 si společně s ministrem zahraničních věcí a tehdejším spolustraníkem Janem Lipavským založil podcast Férovka který se vysílal živě každé druhé pondělí na YouTube a ve kterém jsou vždy konfrontováni s názory jiných lidí z politického prostředí. Hostem byl například tehdejší předseda SocDem Michal Šmarda, bývalý politický marketér Petros Michopulos a nebo bývalý předseda vlády Miroslav Topolánek.